# Paraboea bakeri
Paraboea bakeri är en tvåhjärtbladig växtart som beskrevs av Murray Ross Henderson. Paraboea bakeri ingår i släktet Paraboea och familjen Gesneriaceae. Inga underarter finns listade i Catalogue of Life.